# Lismajoki (vattendrag, lat 67,87, long 25,07)
Lismajoki är ett vattendrag i Finland.   Det ligger i landskapet Lappland, i den norra delen av landet, 900 km norr om huvudstaden Helsingfors.